# Бутаков Олексій Іванович

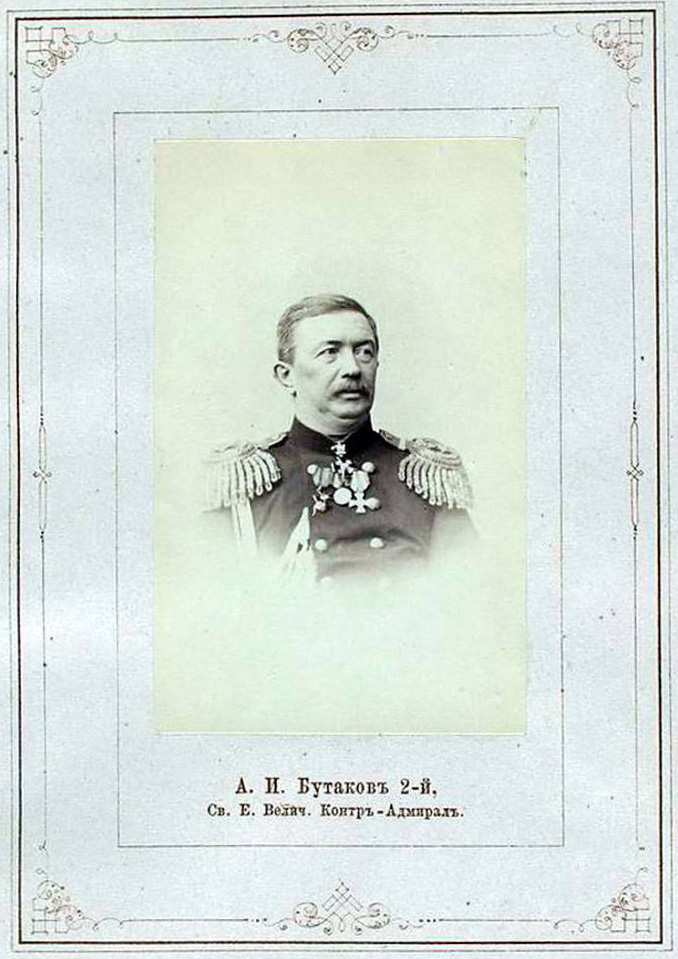

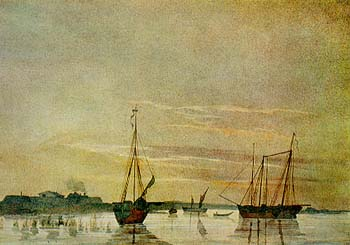
Шхуни на Косаралі. Робота Тараса Шевченка

Бутаков Олексій Іванович — (19 лютого 1816 — 10 липня 1869) — російський мореплавець і географ, дослідник Аральського моря, контр-адмірал. У 1848—1849 — капітан-лейтенант флоту, начальник Аральської описової експедиції.
Походив з дворянського роду Бутакових; батько — віце-адмірал Іван Миколайович Бутаков служив разом з адміралом М. П. Лазарєвим, всі брати також обрали морську кар'єру.

## Рання кар'єра
Після закінчення в 1832 Морського Кадетського корпусу (Санкт-Петербург) служив на флоті, в 1840 брав участь у плаванні Кронштадт — мис Доброї Надії — Камчатка — мис Горн — Кронштадт старшим офіцер на транспорті «Або».
У 1846 році був запрошений Ф. Ф. Беллінсгаузеном прапор-офіцером на ескадру з'єднаних дивізій на час маневрів у Фінській затоці, після яких був призначений командиром парусної шхуни (рос.) «Радуга».

## Дослідження Арала та дружба з Т. Шевченком

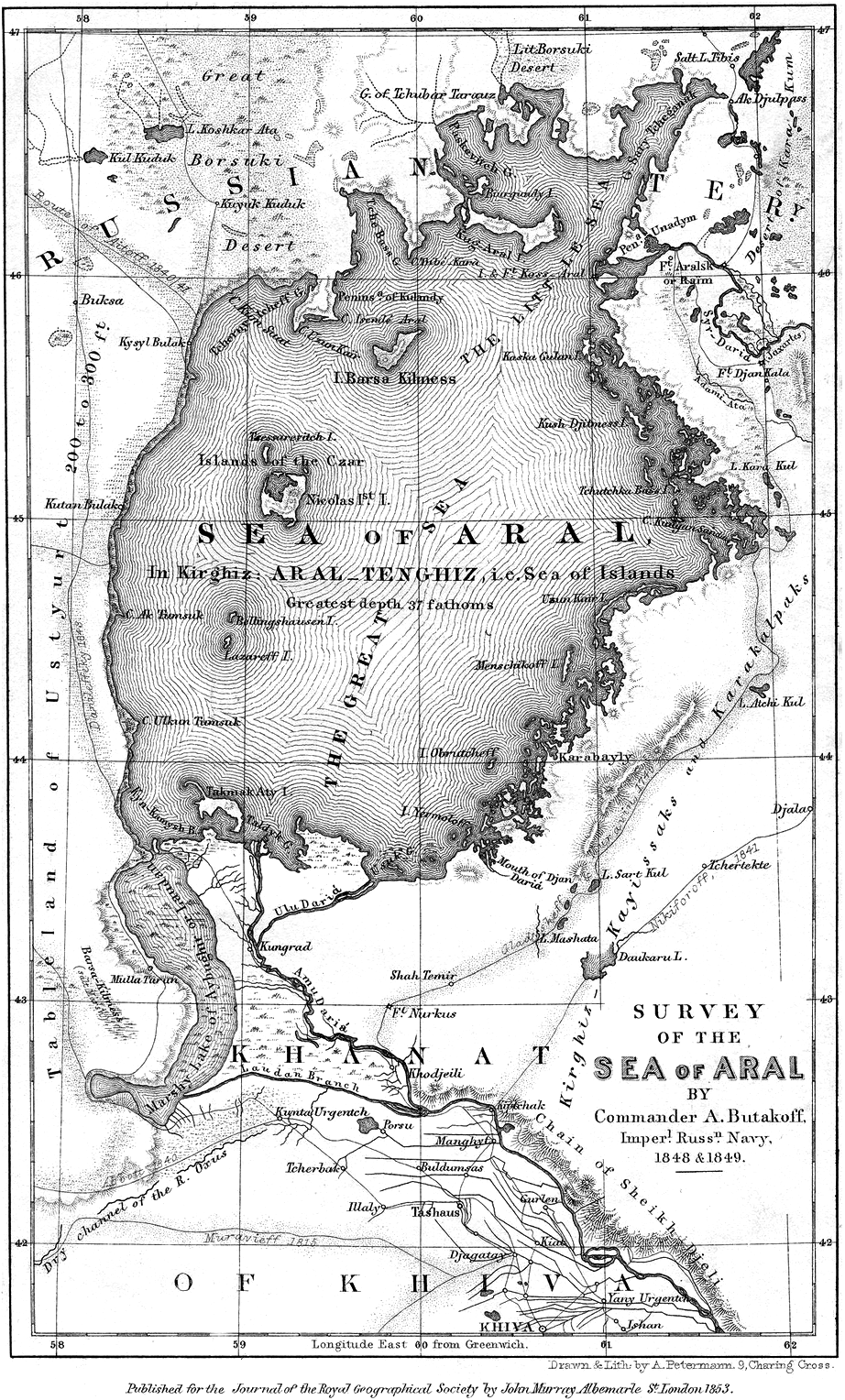
Карта Аральського моря А. Бутакова (Лондон, 1853)

В 1848 році був призначений начальником експедиції для дослідження Аральського моря. В Оренбурзі було побудовано шхуну «Костянтин», до літа 1848 її було доставлено до укріплення (Раїмське) поблизу гирла Сир-Дар'ї. Під час переходу експедиції з Орської фортеці до Аральського моря провідником був Агау. За клопотанням Бутакова до складу експедиції як художника було включено Тараса Шевченка — після знайомства, яке відбулось, мабуть у травні 1848 в Орській фортеці перед виходом експедиції. Під час цієї експедиції Бутаков та Шевченко разом були на шхуні «Костянтин» і жили в одній каюті. Дружні взаємини між ними підтримувалися протягом усього аральського періоду, а потім в Оренбурзі, де на прохання Бутакова Шевченка залишили для остаточної обробки матеріалів експедиції.
До кінця серпня 1849 р. роботи з опису Аральського моря були завершені, проведена загальна рекогносцировка Аралу, зроблено промір глибин, проведена повна зйомка острова Барса-Кельмес, відкрита і вивчена група островів Відродження, проводились астрономічні визначення з організацією мережі астрономічних пунктів, метеорологічні спостереження, опис льодової ситуації в зимовий час, проведений збір зразків корисних копалин і флори, переданих потім у Петербурзький гірничий інститут. 27 січня 1849 Бутаков був прийнятий у дійсні члени Російського географічного товариства.
На Косаралі між 20 листопада 1848 і 6 травня 1849 Шевченко виконав малюнок «О. Бутаков і фельдшер О. Істомін під час зимівлі на Косаралі» (папір, сепія, 18 × 27.3). На альбомному аркуші під малюнком, можливо, рукою О. Бутакової зроблений напис: (рос.) «Раб. Т. Шевченко. А. И. Бутаков и фельдшер Истомин в комнате укрепления Косарал». Постать Бутакова на малюнку зображена спиною до глядача. Картина зберігається у Державною музеї імені Тараса Шевченка.
За порушення заборони Шевченкові малювати отримав стягнення, ще раз зустрічався з Шевченком Владимирі (запис у «Щоденнику» 10 березня 1853). Шевченко тепло згадував Бутакова у листах до Варвари Рєпніної, Б. Залеського, С. Левицького та інших своїх знайомих, називаючи його другом та товаришем. Вважається, що Бутаков став прообразом капітана у вірші «Ну що б, здавалося, слова …».